# Anacridium melanorhodon
Anacridium melanorhodon är en insektsart som först beskrevs av Walker, F. 1870.  Anacridium melanorhodon ingår i släktet Anacridium och familjen gräshoppor.

## Underarter
Arten delas in i följande underarter:
- A. m. arabafrum
- A. m. melanorhodon

## Bildgalleri

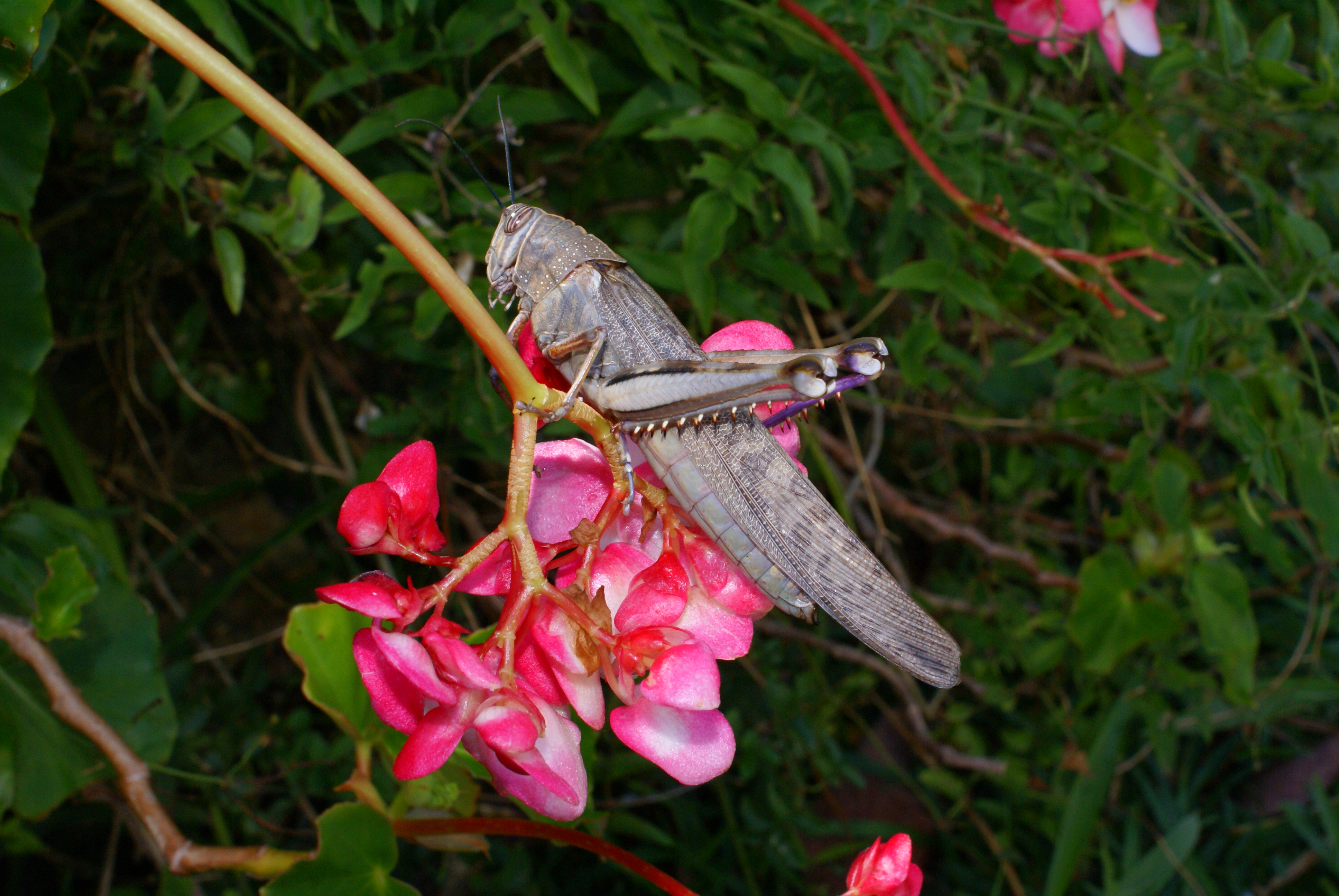
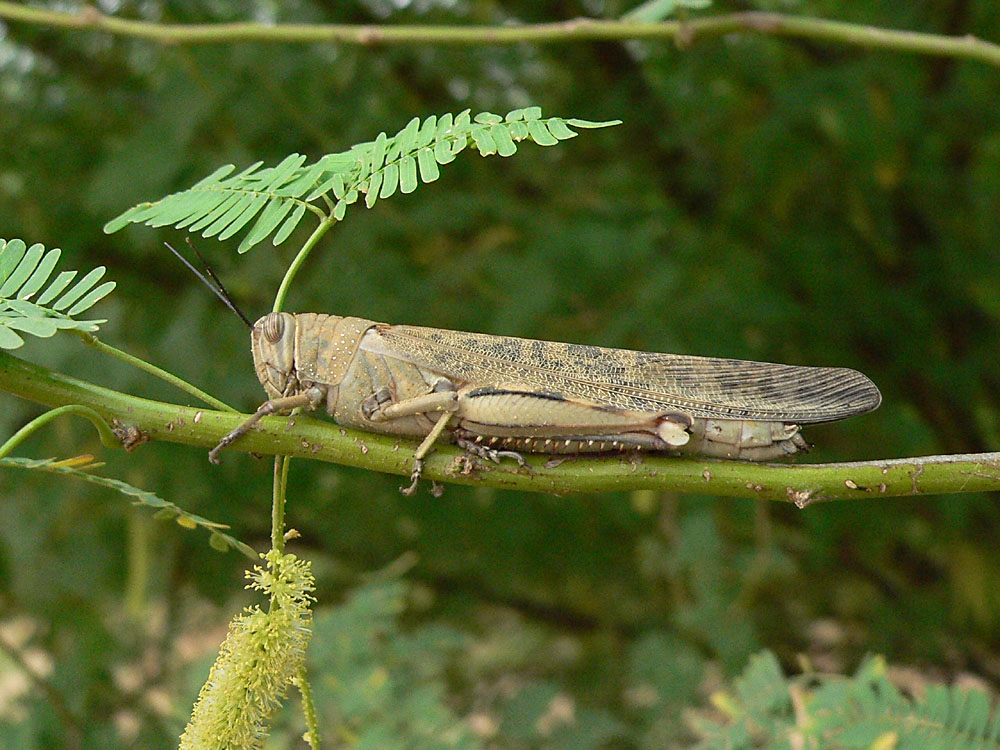
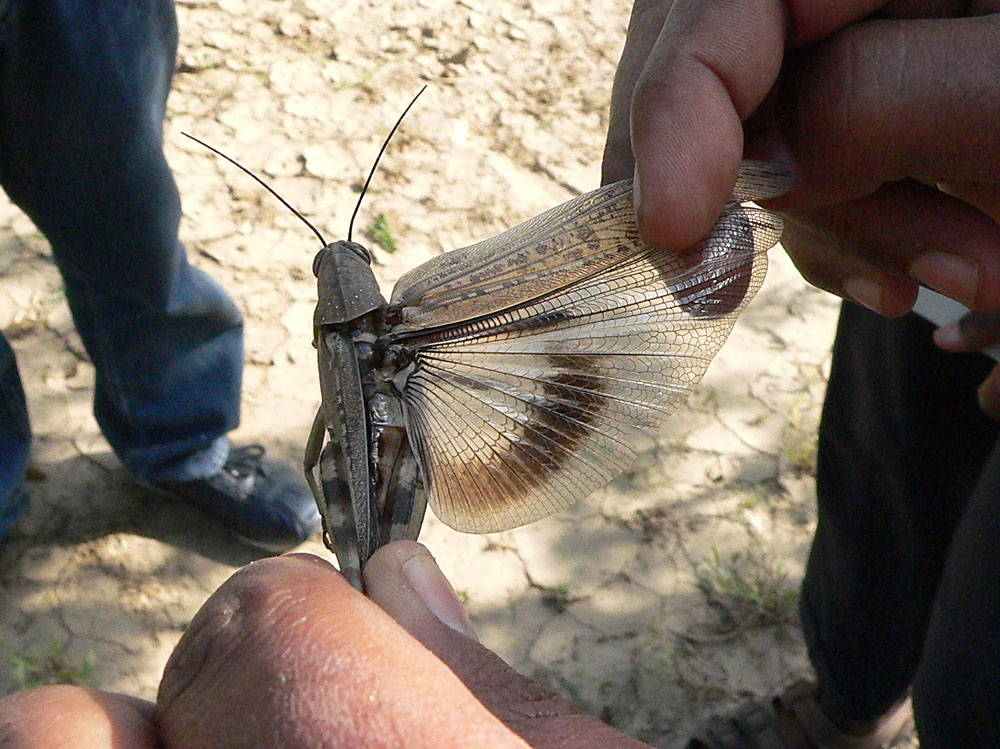
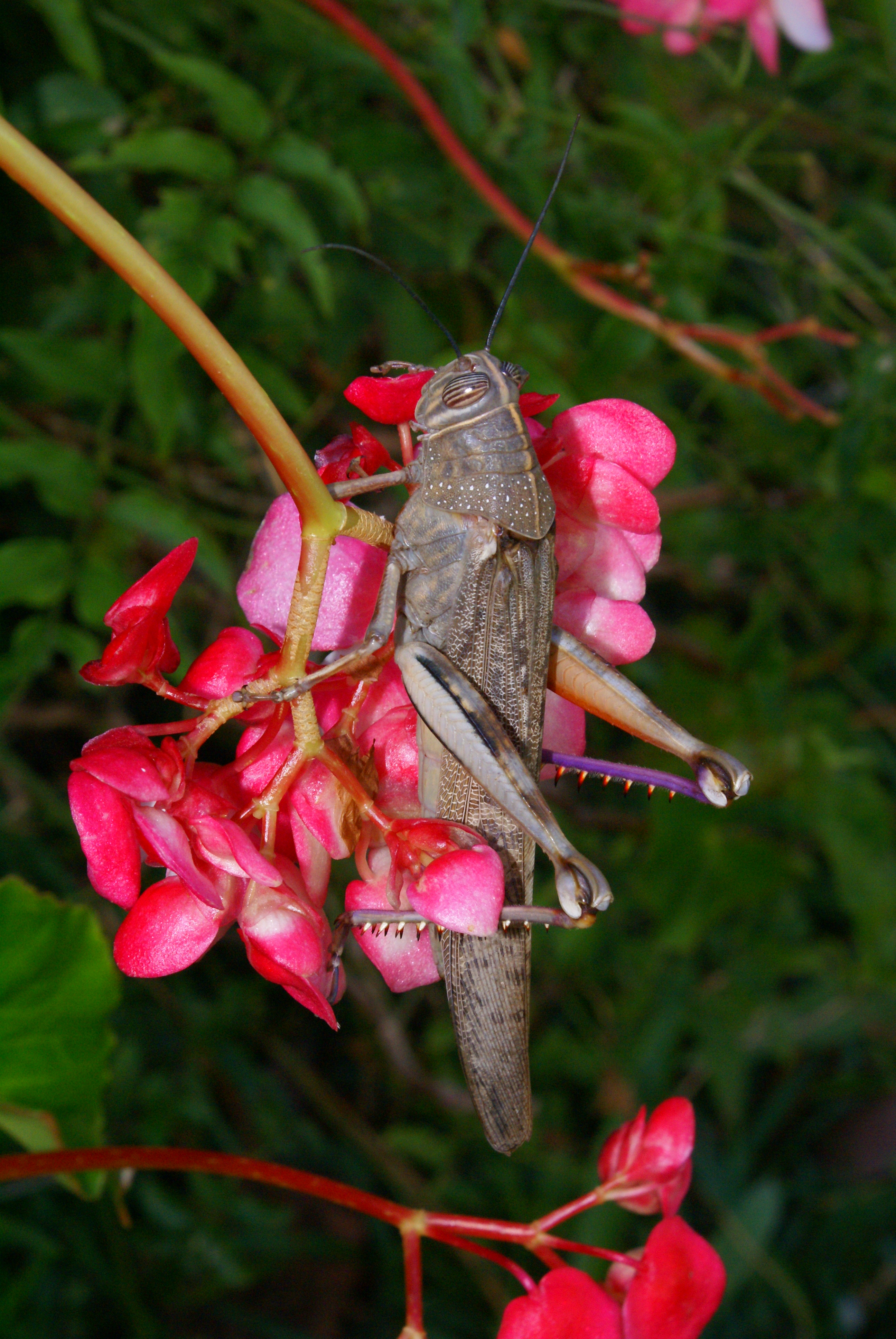
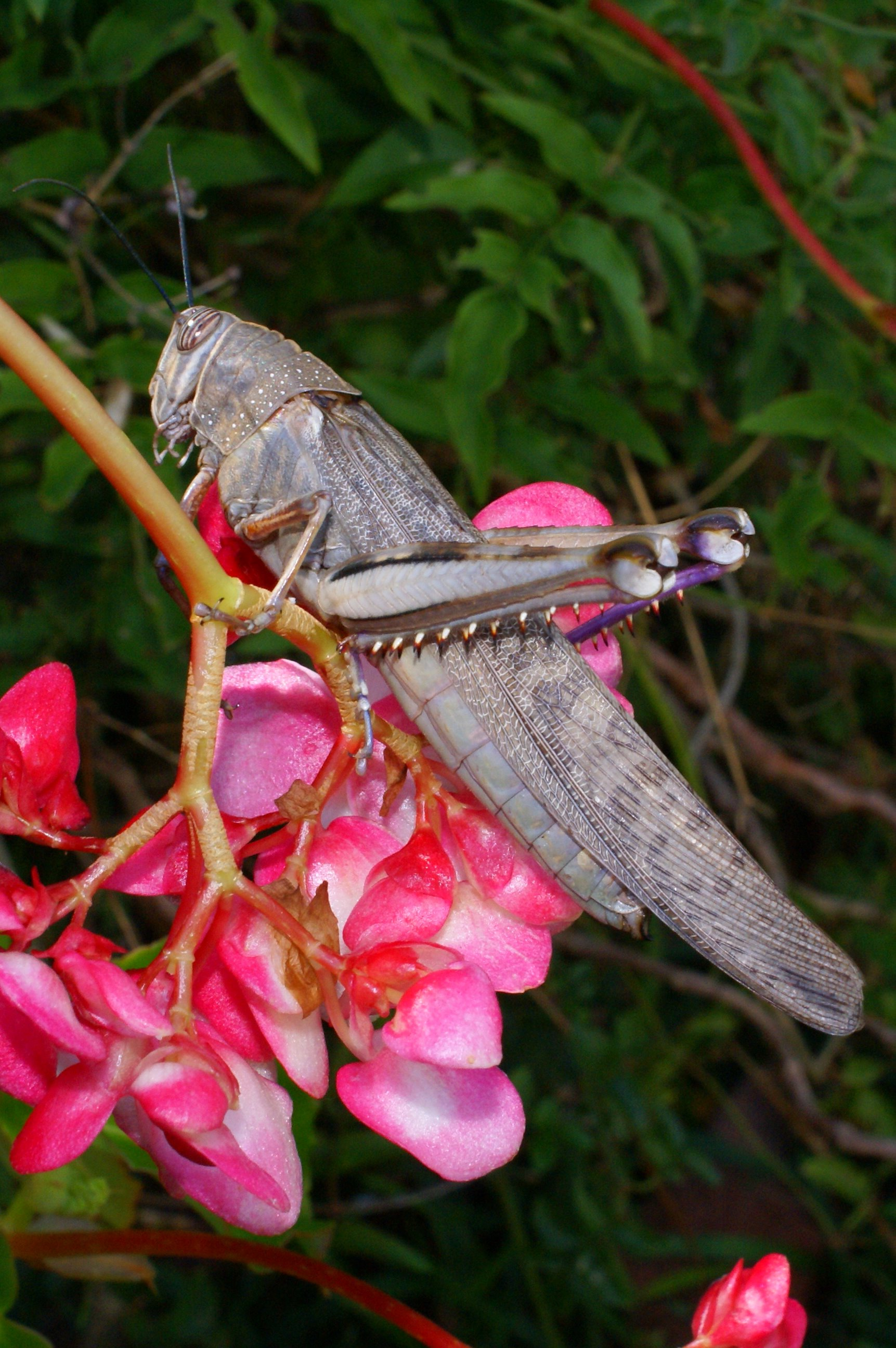
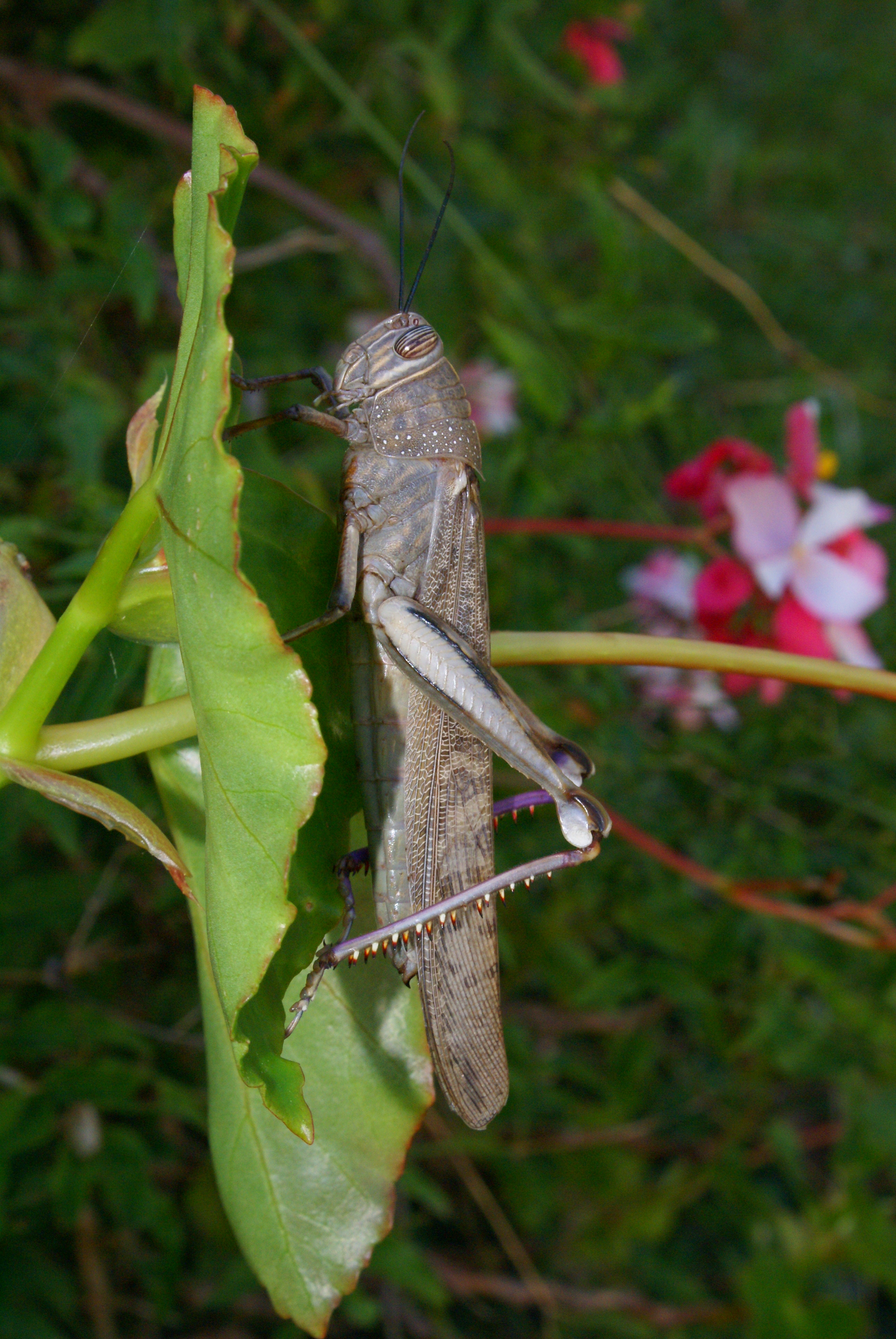